# Districte de Púchov
El districte de Púchov - (eslovac) Okres Púchov - és un dels 79 districtes d'Eslovàquia. Es troba a la regió de Trenčín. Té una superfície de 375,34 km², i el 2013 tenia 44.596 habitants. La capital és Púchov.

## Demografia
| Godina             | 1994   | 2004   | 2014   | 2024   |
| ------------------ | ------ | ------ | ------ | ------ |
| Nombre de persones | 45.597 | 45.641 | 44.537 | 43.483 |
| Diferència         |        | +0,09% | −2,41% | −2,36% |

| Godina             | 2023   | 2024   |
| ------------------ | ------ | ------ |
| Nombre de persones | 43.710 | 43.483 |
| Diferència         |        | −0,51% |

## Llista de municipis

### Ciutats
- Púchov

### Pobles
Beluša | Dohňany | Dolná Breznica | Dolné Kočkovce | Horná Breznica | Horovce | Kvašov | Lazy pod Makytou | Lednica | Lednické Rovne | Lúky | Lysá pod Makytou | Mestečko | Mojtín | Nimnica | Streženice | Visolaje | Vydrná | Záriečie | Zubák
1. 1 2  «Počet obyvateľov podľa pohlavia - obce (ročne) [om7102rr_obce=AREAS_SK]».   Statistical Office of the Slovak Republic, 31-03-2025. [Consulta: 31 març 2025].